# Delphine Gleize
Delphine Gleize (Saint-Quentin, Aisne, 5 de maig de 1973) és una directora de cinema francesa.

## Biografia
Delphine Gleize és una antiga alumna de la Fémis.
És membre del col·lectiu 50/50 que té com a objectiu promoure la igualtat de dones i homes i la diversitat al cinema i audiovisual.

## Filmografia

### Directora i guionista
- 1998 : Sale Battars (curtmetratge)
- 1999 : Un château en Espagne[4] (curtmetratge)
- 2000 : Les Méduses (curtmetratge)
- 2002 : Carnages
- 2005 : L'Homme qui rêvait d'un enfant
- 2010 : Cavaliers seuls (documental) en col·laboració amb Jean Rochefort
- 2011 : La Permission de minuit[5]
- 2019 : Beau Joueur (documentaire)

### Actriu
- 2020 : #Jesuislà d'Éric Lartigau : Catherine

## Distincions
- 1999 : Gran premi del jurat del Festival de Cinema Europeu de Lille per Sale Battars
- 2000 : César al millor curtmetratge per Sale Battars
- 2002 : Premi de la jeunesse al 55è Festival Internacional de Cinema de Canes per Carnages[6]
- 2003 : nominació al César a la millor primera pel·lícula per Carnages
- 2011 : Premi del Públic del Festival de Mons per La Permission de minuit